# Bogdan Mihăilescu
Bogdan Mihăilescu (n. 6 martie 1942, București, România – d. 24 decembrie 2014) a fost un jucător român de polo pe apă. El a concurat la Jocurile Olimpice de vară din 1972.
Bogdan Mihăilescu a jucat polo pe apă pentru România și clubul CS Dinamo între anii 1960 și 1970. A avut 116 selecții la echipa națională, marcând 26 de goluri. Ulterior, a antrenat clubul Dinamo și în cele din urmă a devenit vicepreședinte al clubului.
Bogdan  Mihăilescu a jucat la Dinamo între 1961 și 1973, timp în care a cucerit 12 titluri de campion național. Făcând parte dintr-o generație de excepție, cu Anatol Grințescu, Aurel Zahan, Gruia Novac, Cornel Mărculescu, Gheorghe Zamfirescu sau Cornel Frățilă, Bogdan Mihăilescu a ratat un singur titlu în perioada cât a jucat la Dinamo. La München, în 1972, a jucat în toate cele nouă meciuri disputate de tricolori la turneul olimpic, înscriind un gol în victoria cu Australia (5-3).